# Lijst van burgemeesters van Littenseradeel
Dit is een lijst van burgemeesters van de voormalige Nederlandse gemeente Littenseradeel in de provincie Friesland.
| Ambtsperiode            | Naam burgemeester        | Partij of stroming | Bijzonderheden                           |
| ----------------------- | ------------------------ | ------------------ | ---------------------------------------- |
| 1984 - 2000             | Johan (J.O.E.) Oldenziel | PvdA               |                                          |
| 2000 - 31 december 2017 | Johanneke (J.) Liemburg  | PvdA               | ambt beëindigd i.v.m. opheffing gemeente |